# Mark Tompkins
Mark Tompkins, né en 1954, est un danseur et chorégraphe américain de danse contemporaine, pionnier de la jeune danse française des années 1980.

## Biographie
Formé au théâtre gestuel, Tompkins s'installe en France en 1973 et découvre la danse avec, notamment, Harry Sheppard, Hideyuki Yano, Elsa Wolliaston et Lila Greene. Il crée ses premiers solos en 1975 et poursuivi avec la complicité du scénographe Jean-Louis Badet, créant en 1983, la compagnie I.D.A (International Dreems Associated) et remportant le concours de Bagnolet l'année suivante.
En 2008, il reçoit le Prix SACD de la Chorégraphie pour l’ensemble de son œuvre.
Que ce soit des performances solos ou des pièces de groupe, ses collaborations avec des compositeurs comme Hélène Sage, Ghédalia Tazartes, Cyclon-Anti-Cyclon, Fast Forward, Nuno Rebelo, Mariana Tengner et Jonny Kadaver, Kamilya Jubran sont multiples.
Ses derniers spectacles évoluent vers le théâtre musical : Black'n'Blues (2010), Opening Night (2012), Showtime (2013), VETER NOROSTI, Un Vent de Folie (2014), au Théâtre Mladinsko à Ljubljana, Le Printemps (2015) aux Rencontres internationales chorégraphiques de Seine-Saint-Denis, Bambi un drame familial (2017) au CCN de Tours puis Holy Roller avec et pour James Carlès.
Il est chanteur dans le projet de Sarah Murcia Never Mind The Future autour des Sex Pistols et travaille avec le chorégraphe portugaise Mariana Tenger Barros, A power ballad (2013) et Résurrection (2017).

## Principales chorégraphies
- 1976 : Naked Traces
- 1981 : Sweet Dreems, avec Lila Greene
- 1983 : empty holes
- 1985-1987 : Triptyque Trahisons - Men, Women, Humen
- 1988 : Nouvelles, d'après le roman de Gertrude Stein
- 1990-1992: La Plaque Tournante
- 1996 : Gravity
- 1998 : Hommages: La Valse de Vaslav, 89-Nijinski, Witness, 92-Harry Sheppard, Under My Skin, 96-Joséphine Baker 96, Icons, 98 Valeska Gert
- 2000 : remiXamor
- 2001-2004 : En Chantier
- 2003 : Song and Dance
- 2005 : Animal Mâle
- 2007 : Animal Femelle
- 2011 : Black'N'Blues
- 2012 : Opening Night
- 2013 : Showtime
- 2015 : Le Printemps